# Gubernetes yetapa
El yetapá grande (en Argentina, Bolivia, Paraguay y Uruguay) (Gubernetes yetapa), es una especie de ave paseriforme de la familia Tyrannidae, la única perteneciente al género monotípico Gubernetes. Es nativo del centro oriental de América del Sur. 

## Distribución y hábitat
Se distribuye desde el centro y sur de Brasil (extremo sur de Bahía, Mato Grosso do Sul, hasta el oeste de Río Grande del Sur), el noreste de Bolivia —alto río Beni—, el este del Paraguay, y el noreste de la Argentina, en las provincias de: Misiones —sur—, Corrientes, y posiblemente también en el este de Chaco. Llega por el sur a Colonia Carlos Pellegrini, Corrientes (28º32'S 57º10'O).
Extralimitalmente, se observó el 21 de julio de 2007, una pareja en los humedales del arroyo Maldonado, en el Balneario Barra de Maldonado, Maldonado (34º53'S 54º52'O), Uruguay.
Esta especie es considerada poco común y bastante local en sus hábitats naturales: los terrenos pantanosos y pastizales arbustivos inundables cerca de cursos de agua, hasta altitudes de 1100 m.

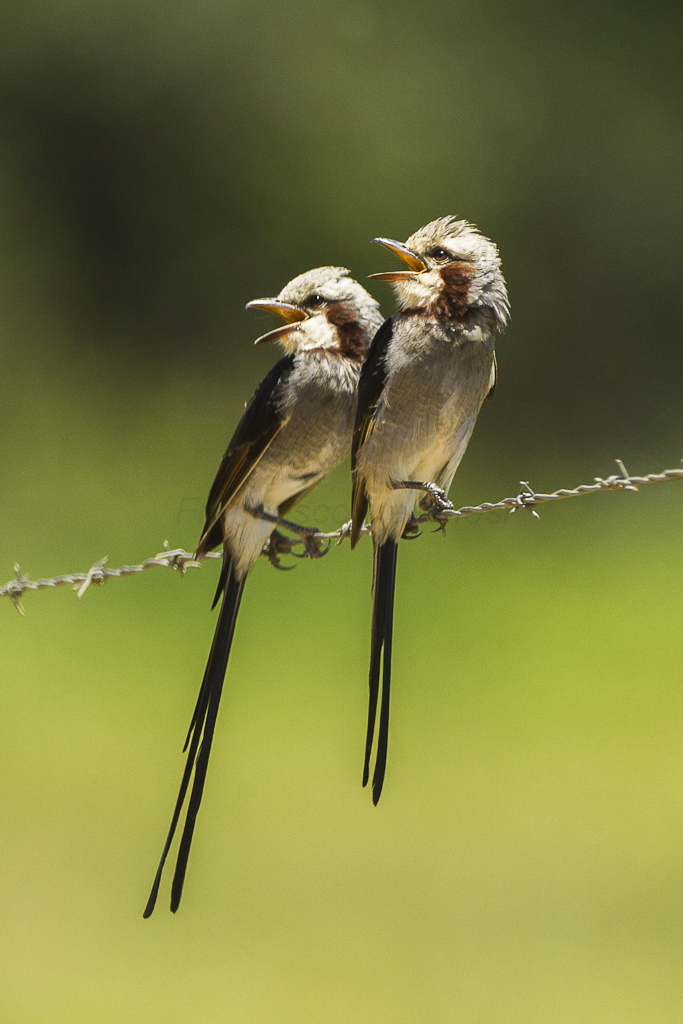
Una pareja de yetapá grande en Sumidouro, Río de Janeiro, Brasil.

## Descripción
Su longitud total es de 40 cm, de los cuales su larga, negra, y ahorquillada cola representa 22 cm. Su color general es ceniciento. Las alas son negras con una ancha banda rufa. Garganta blanca, rodeada por un anillo castaño oscuro, que parte desde cada lado del pico, pasa por los ojos, y finalmente se une sobre el pecho. Es de destacar que su fuerte trino se oye a gran distancia.

## Sistemática

### Descripción original
La especie G. yetapa fue descrita originalmente por el naturalista francés Louis Pierre Vieillot en el año 1818, bajo el nombre científico de: Muscicapa yetapa. Su localidad tipo es: «Río Plata, Paraguay».
El género Gubernetes fue descrito por el zoólogo británico George Such en el año 1825; la especie tipo definida fue Gubernetes cunninghami, un sinónimo posterior de la presente.

### Etimología
El nombre genérico masculino «Gubernetes» deriva del griego «gubernētēs, kubernētēs » que significa ‘guía’, ‘gobernador’; y el nombre de la especie «yetapa», proviene del guaraní «guihrá yetapá» que significa ‘pájaro tijera’, en alusión a su cola bifurcada.

### Taxonomía
Es monotípica.
Los amplios estudios genético-moleculares realizados por Tello et al. (2009) descubrieron una cantidad de relaciones novedosas dentro de la familia Tyrannidae que todavía no están reflejadas en la mayoría de las clasificaciones. Siguiendo estos estudios, Ohlson et al. (2013) propusieron dividir Tyrannidae en cinco familias. Según el ordenamiento propuesto, Gubernetes permanece en Tyrannidae, en una subfamilia Fluvicolinae Swainson, 1832-33, en una tribu Fluvicolini Swainson, 1832-33 , junto a parte de Myiophobus, Colorhamphus, Sublegatus, Pyrocephalus, Ochthoeca, Arundinicola, Fluvicola, Alectrurus y provisoriamente, Muscipipra.